# Margaret Little (musicienne)
Pour les articles homonymes, voir Little et Margaret Little.
Margaret Little est une gambiste canadienne spécialisée dans le répertoire baroque.

## Biographie
Margaret Little est née à Montréal au sein d'une famille de musiciens. Elle a étudié à l'Université de Montréal et au Conservatoire de La Haye.
Elle a fondé et a dirigé le Consort Royal of Viols et se produit avec le « Studio de Musique Ancienne de Montréal » et avec l’ensemble Les Voix Humaines, duo de violes de gambe de Montréal qu'elle a créé en 1985 avec Susie Napper.
Margaret Little joue sur une basse de viole fabriquée à Paris en 1982, copie d'un instrument de Colichon.

## Discographie sélective
- 1997 : « The Nymphs of the Rhine, Vol. 1 » de Johannes Schenck
- 1998 : « The Nymphs of the Rhine, Vol. 2 » de Johannes Schenck
- « Poeticall Musicke » de Tobias Hume
- The 4 Seasons de Christopher Simpson
- intégrale discographique des « Concerts a deux violes esgales » du Sieur de Sainte-Colombe (4 CD doubles)

## Récompenses
L'ensemble Les Voix Humaines (Susie Napper et Margaret Little) a reçu de nombreuses récompenses :
- Diapason d'or
- Choc du Monde de la Musique
- Repertoire-Classica 10
- Classics Today 10/10
- Prix Opus 2007 du Conseil québécois de la musique